# Consonant africada
Una consonant africada (o simplement africada en l'àmbit de la fonètica) és aquella consonant que s'articula com una oclusiva més una fricativa al mateix punt d'articulació. Quan el flux d'aire interromput és alliberat, en comptes de remoure ràpidament la llengua (o altre òrgan articulatori) com en l'articulació d'un oclusiu simple, l'oclusió és afluixada lentament, creant un període de fricció audible.
Les africades més comunes pertanyen al punt d'articulació alveolar, com ara les consonants [tʃ] i [dʒ] del català, [ts] (trobat en, entre d'altres, alemany i mandarí), i [dz] (trobat en, entre d'altres, italià).
En general, africades sonores són poc comunes, llevat [dʒ]. Africades bilabials (p.e. el [pf] d'alemany) són menys comunes que les alveolars, i africades velars (com ara el [kx] trobat en seTswana) són molt rars. Les llengües na-dené sovint tenen moltes africades coronals (és a dir, dentals, alveolars, i postalveolars), incloent les insòlites africades laterals, les quals sent oclusives seguides per fricatives laterals. El nàhuatl clàssic també va tenir una africada lateral, [tɬ], i fou un so molt característic de la llengua, però la majoria de les varietats modernes de nàhuatl l'han perduda.